# АЗЛК-2139
АЗЛК-2139 «Арбат» — опытный семиместный автомобиль с кузовом типа «универсал повышенной вместимости» (УПВ). Начало разработки этого автомобиля относится к 1987 году, а единственный опытный образец, созданный по обходным технологиям, появился к 1991 году. Автомобиль имеет внутренние агрегаты — в частности, двигатель и, частично, шасси, впервые появившиеся у семейства кузовов моделей АЗЛК-2141/2142/2335 «Москвич».

## Описание
Опытный образец автомобиля имел следующие характерные особенности: салон-трансформер с поворачивающимися передними сиденьями с регулируемой длиной подушек, многофункциональный руль, электронную комбинацию приборов и, временно, рессорную заднюю подвеску от более старых моделей завода, а также пластмассовые элементы кузова. Как и модель АЗЛК-2143, данный автомобиль планировалось изначально оснащать современным ему двигателем поколения АЗЛК-214xx, что не получилось сделать с началом производства предыдущего кузова — АЗЛК-2141. Производить минивэны планировали в городе Сухиничи Калужской области на заводе автоматических линий, входившем в производственное объединение «Москвич».
Прототип минивэна на базе АЗЛК-2141, с пластмассовыми лицевыми панелями кузова, крепившимися к стальному каркасу, создавали в качестве перспективы. Однако планы по производству минивэна действительно существовали. Об автомобиле в начале 1990-х широко писали в прессе.

## В игровой и сувенирной индустрии
- В июле 2012 года вышла модель «Арбата» в рамках серии Автолегенды СССР издательского дома ДеАгостини. Курьёз: на данной масштабной модели лючок бензобака выполнен не только с левой, но и с правой стороны корпуса (то есть прямо на двери).